# Vox-control
Vox-control, también conocido como VOX, es un interruptor operado por voz que actúa cuando detecta un sonido por encima de un cierto umbral.
En telecomunicaciones generalmente se usa para poner en marcha un transmisor o un grabador cuando el volumen del sonido sube por encima de un cierto nivel (alguien habla) y lo para cuando el sonido baja por debajo del mismo (se deja de hablar).
Se usa en lugar del botón de pulsar para hablar en los transmisores o para ahorrar espacio de almacenamiento en los dispositivos de grabación. En teléfonos móviles, se usa para hablar en manos libres o para ahorrar batería. Un sistema de intercomunicación (interfono, portero automático, etc.) que use un altavoz en una habitación como un altavoz y un micrófono a menudo usa el VOX en la consola principal para cambiar la dirección del audio durante una conversación. El circuito generalmente incluye un retraso entre la parada del sonido y la dirección de conmutación, para evitar que el circuito se apague durante pausas breves en la conversación.
Existe un caso especial, si hay suficiente energía para alimentar el sistema directamente. Por ejemplo, un micrófono puede enviar un voltaje, lo suficientemente alto, para conectar directamente un transmisor o una grabadora.

## Comparación con PTT
A diferencia de la operación manual de pulsar para hablar (PTT), el VOX es automático; el usuario puede mantener sus manos libres mientras habla. Pero el VOX también tiene algunas desventajas significativas que explican por qué PTT todavía se usa.
La mayoría de los circuitos VOX tienen un ajuste de sensibilidad, pero el disparo del VOX no deseado (y a veces no detectado) aún puede ocurrir con ruido de fondo, respiración pesada o una conversación lateral. Por el contrario, es posible que no se active cuando se desea en el habla que es demasiado débil.
El VOX en un transceptor bidireccional también puede ser activado por el altavoz que transporta el otro lado de la conversación.Este problema se puede minimizar con una función "anti vox" para disminuir la sensibilidad del VOX cuando el receptor está activo.
Los transmisores y grabadoras tienen tiempos de activación cortos que pueden recortar los comienzos de las frases. Algunos circuitos modernos de VOX eliminan este problema al grabar o transmitir una versión retrasada respecto a la señal de entrada. Una forma más antigua de superar esto, utilizada por algunos de los primeros usuarios del VOX, así como por los pilotos y astronautas, era empezar cada transmisión con "uh" en lugar de manipular el micrófono.
El VOX usa un "temporizador de corte", de aproximadamente 1-3 segundos, para permanecer enganchado durante las breves pausas de voz. Esto significa que los últimos segundos de cada transmisión o segmento grabado siempre están en silencio. Una grabadora activada por VOX puede eliminar el final de cada segmento, pero el usuario de un transceptor semidúplex activado por VOX debe esperar a que el temporizador expire antes de que pueda recibir nuevamente.